# Limba telugu
Limba telugu aparține grupului sud-central de limbi dravidiene și este vorbită în statele indiene Andhra Pradesh, Telangana, Chhattisgarh, Karnataka, Maharashtra, Orissa și Tamil Nadu, având circa 76 de milioane de vorbitori.
Originea numelui telugu nu este cunoscută. Dialectele limbii telugu sunt: Berad, Dasari, Dommara, Golari, Kamathi, Komtao, Konda-Reddi, Salewari, Telangana, Warangal, Mahaboobnagar (Palamuru), Gadwal (Rayalaseema mix), Narayanapeta (Kannada and Marathi influence), Vijayawada, Vadaga, Srikakulam, Visakhapatnam, Toorpu (East) Godavari, Paschima (West) Godavari, Kandula, Rayalaseema, Nellooru, Prakasam, Guntooru, Tirupati, Vadari și Yanadi (Yenadi).